# Mahmoud Tobah
Mahmoud Tobah (tiếng Ả Rập: محمود توبة), là một cầu thủ bóng đá người Ai Cập thi đấu ở vị trí tiền vệ. Hiện tại anh thi đấu cho ENPPI Club, và U-23 Ai Cập
.

## Sự nghiệp quốc tế
Afroto từng là một phần của U-20 đội tuyển quốc gia Ai Cập tham dự Giải vô địch bóng đá U-20 thế giới 2009 tại quê nhà.